# CIA World Factbook
The World Factbook, наричана още и CIA World Factbook (буквално на български: „Книга с факти за света на ЦРУ“) е годишно издание на Централното разузнавателно управление на САЩ, съдържащо основна информация за различните страни по света. За всяка от 272-те държави, зависими и други територии по света, официално признати от САЩ, са дадени две до три страници с обобщена информация за нейната демография, география, комуникации, управление, икономика и военна готовност.
Тъй като книгата се подготвя от ЦРУ за нуждите на чиновниците от щатското правителство, нейният формат се определя от техните изисквания. Тъй като е създадена от правителството на САЩ, книгата-информационен сборник/справочник се счита за материал тип обществено достояние, с изключение на емблемата на ЦРУ, която е отделен обект на авторско право и според законите на САЩ не може да бъде възпроизвеждана без изричното разрешение на ЦРУ.
Съдържа следните данни за страните в света:
- История
- География
- Демография
- Държавно устройство
- Икономика
- Телекомуникации
- Транспорт
- Въоръжени сили